# Dalvík

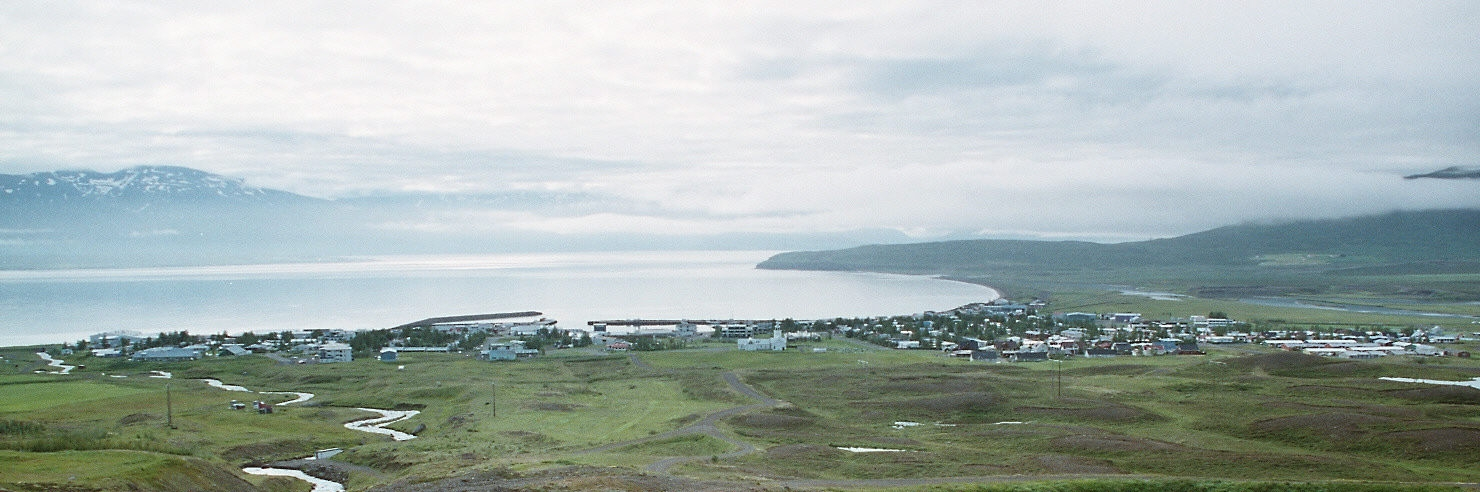
Dalvík, 2005

Dalvik – miasto w północnej Islandii, we wschodniej części półwyspu Tröllaskagi, nad fiordem Eyjafjörður, u wylotu doliny Svarfaðardalur. Siedziba gminy Dalvíkurbyggð, wchodzącej w skład regionu Norðurland eystra. W 2018 r. zamieszkiwało je 1367 mieszk..
Jest typowym miastem portowym, dobrze rozwinięte jest tu rybołówstwo oraz przeróbka ryb, a także znajduje się niewielki przemysł. Zaopatrywany jest w ciepłą wodę z gorących źródeł. Miasto dobrze rozwinęło się dopiero w XX w. W 1934 roku trzęsienie ziemi o sile 6,3° w skali Richtera zniszczyło większość domostw w Dalvik, przez lawinę kamieni, czyniąc połowę mieszkańców bezdomnymi.
W Dalvíku mieści się tu urząd gminy, pole golfowe, basen, wyciąg orczykowy oraz muzeum Byggðasafnið Hvoll. W muzeum znajdują się: przedmioty artystyczne, okazy przyrodnicze oraz sala, która jest poświęcona najwyższemu islandzkiemu człowiekowi Jóhanowi Péturssonowi (2,34 m). Inna muzealna sala poświęcona jest Kristjánowi Eldjárnowi, byłemu prezydentowi Islandii.
Z miasta wypływa prom na wyspę Hrísey i Grímsey.

## Miasta partnerskie
- Viborg, Dania
- Lund, Szwecja
- Hamar, Norwegia
- Porvoo, Finlandia
- Ittoqqortoormiit, Grenlandia